# 帝室制度調査局
帝室制度調査局（ていしつせいどちょうさきょく、旧字体：帝󠄁室制度調󠄁査局）は、1899年（明治32年）に宮内省に設置された法律調査・立案機関。皇室典範の増補と公式令の制定に取り組んだ。1907年（明治40年）に廃止された。

## 経緯
伊藤博文は1889年（明治22年）の大日本帝国憲法の公布と皇室典範の制定で近代日本の政治制度を作り上げたが、1898年（明治31年）2月9日に明治天皇へ意見書を上奏した。内容は皇室に関する10ヶ条の意見を記し、皇族待遇および臣籍降下、皇室財産の規定、爵位の取り決め、皇太子嘉仁親王（後の大正天皇）の養育など皇室典範の不備を指摘した上で増加・補正をすべきと呼びかけた。この時は嘉仁親王養育だけ実現したが（伊藤が推薦した有栖川宮威仁親王が嘉仁親王の賓友（後に東宮輔導）に選ばれるなど）、1899年（明治32年）に伊藤は再度皇室改革を上奏、これを受け入れた明治天皇の命令により8月24日に帝室制度調査局が宮内省（宮中）に設置され、伊藤を総裁としたスタッフは皇室典範増補に取り掛かった。
しかし、伊藤が翌1900年（明治33年）9月15日に立憲政友会を立ち上げると宮中・府中分離の都合上両方に属する訳にはいかないため、伊藤は調査局を離れ副総裁の土方久元が総裁に昇格したが、調査局の活動は停滞、本格的な立案は伊藤が総裁として調査局へ戻る1903年（明治36年）7月16日までかかった。その際、伊藤の側近で副総裁に就任した伊東巳代治が有賀長雄を調査局に加入させ、皇室典範増補は有賀を主として形作られていった。
また、法律の公布形式を定めた公文式の改正も行われ、1906年（明治39年）に内閣総理大臣西園寺公望へ提出し枢密院会議で議決した末、翌1907年（明治40年）2月1日に先に公文式を廃止して新たに公式令が公布、皇室典範増補も枢密院会議を経て2月11日に公布、同日に役目を終えた調査局は廃止された。そして伊藤らは天皇から褒美を賜り、皇族会議令、登極令、摂政令、皇族財産令など順次皇室令が制定・補完されていった。ただしまだ皇室令に追加の余地は残っており、調査局副総裁だった伊東が1916年（大正5年）に建議した案を元に皇室制度調査機関である帝室制度審議会が設置、皇室関係の各法案を再調査・修正した上で請願令などが追加で公布、1926年（大正15年）10月27日に審議会が廃止されるまで皇室令の完成は時間がかかることになる。

## 調査局の意義
有賀が調査局廃止後の1908年 - 1909年（明治41年 - 42年）に清から日本に留学した憲法調査団へ語った話では、調査局は皇室の制度化による政治からの分離と首相の内閣に対する権限強化を目的として皇室典範増補と公式令を制定したとされる。それによると、有賀は憲法第4条で天皇の権利を制限していることを重視して、皇室令を通して天皇非政治化の促進を図り、皇室を国家の一部に纏めて宮中・府中の分離も推し進めようとした。また、法律の公布と勅令に必要な天皇の上諭に関する手続きも改められ、各省についての勅令は閣僚の副署だけで済ませていた内閣官制の第4条を削除、勅令に上諭を加え閣僚と共に首相の副署も必要とする公式令の制定で首相の権限を強化（法律も上諭と首相の副署が必要）、合わせて内閣を首相中心に動く責任内閣の実現を目指した。
公式令には軍部に対する政治的抑制も図られ、陸軍大臣・海軍大臣が軍令に関する事項で内閣を通さず天皇に上奏する帷幄上奏の阻止を狙い（軍政と軍令の混同による軍部の濫用も問題になっていて、両方の区別もしようとした）、帷幄上奏後に発令される勅令にも首相の副署を加えようとした。だが、調査局の目論見に気付いた軍部がこれに反発、9月2日に山縣有朋が伊藤と会談を行い、伊藤が妥協して12日に軍令に関する件（明治40年軍令第1号）が制定され、勅令とは別の法形式である軍令は陸相・海相の副署だけでよいとなり、軍部を抑える試みは挫折した。ただし、伊藤は1905年（明治38年）に韓国統監に就任してからは現地の日本軍の膨張を抑え付け、山縣をはじめ軍部も軍令と軍政の区別をつけ、首相の副署の勅令による軍関係の規定もいくつか見られるため、公式令による試みもある程度有効だったとする指摘がある。

## 構成員

### 総裁
- 伊藤博文
- 土方久元

### 副総裁
- 土方久元
- 伊東巳代治

### 御用掛
- 細川潤次郎
- 高崎正風
- 伊東巳代治
- 三宮義胤
- 広橋賢光
- 梅謙次郎
- 穂積八束
- 花房直三郎
- 多田好問
- 有賀長雄
- 一木喜徳郎
- 奥田義人
- 岡野敬次郎

### 主事・秘書
- 河上房申
- 関謙之
- 森泰次郎
- 古谷久綱